# Yaqob Beyene
Yaqob Beyene (Maiberazio, 8 gennaio 1936 – Capaccio Paestum, 8 maggio 2025) è stato un orientalista etiope.

## Biografia
Nato in Etiopia, ha fatto di Napoli la sua seconda casa e la sede di una prestigiosa carriera accademica. Possessore di due lauree conseguite presso l'Istituto Universitario Orientale, per più di quarant'anni ha insegnato come professore ordinario presso varie cattedre dello stesso Istituto, fino ad essere nominato Direttore del Dipartimento di Studi e Ricerche su Africa e Paesi Arabi e ad entrare nel Senato Accademico. È stato membro del comitato scientifico e condirettore di riviste e collane di studi sull'Etiopia e autore di innumerevoli pubblicazioni specializzate. Etiopico ed etiopista, Yaqob Beyene ha dato un notevole contributo, in particolare, agli studi sulla lingua e la letteratura tigrina e sugli scritti di carattere teologico e storico, tra i quali spicca l'opera, in quattro volumi, di edizione e traduzione del Libro del Mistero (Maṣḥafa Mesṭir), dell'abate teologo etiopico del XV secolo Giorgio di Sagla (Giyorgis Säglawi).

## Æthiopica et Orientalia
Il 18 dicembre 2013 è stato presentato nella sala delle conferenze di Palazzo Du Mesnil, sede del Rettorato dell'Università degli Studi di Napoli "L'Orientale", Æthiopica et Orientalia: Studi in Onore di Yaqob Beyene, due volumi a cura di Alessandro Bausi, Antonella Brita e Andrea Manzo in collaborazione con Carmela Baffioni ed Ersilia Francesca, in cui sono presenti trentacinque contributi che vari studiosi, italiani e stranieri, hanno presentato in omaggio a Yaqob Beyene, spaziando dalla filologia alla linguistica, dall'etnologia e antropologia all'archeologia, fino alla storia sia religiosa che laica, andando anche ben oltre i confini dell'area eritreo-etiopica.